# Elbebrücke Dömitz (Straße)
Die Elbebrücke Dömitz ist eine 970 m lange Straßenbrücke über die Elbe. Das Bauwerk westlich von Dömitz ist Bestandteil der Bundesstraße 191 von Celle nach Ludwigslust und in einem zirka 115 Kilometer langen Elbeabschnitt zwischen Wittenberge und Lauenburg die einzige Straßenbrücke. Es überspannt mit zwei Fahrstreifen die Elbe und das eingedeichte Vorland. Die lichte Durchfahrtshöhe für Schiffe beträgt bei höchstem schiffbaren Wasserspiegel 8 m.
Das Bauwerk wurde zum ersten Mal in den Jahren 1934 bis 1936 errichtet. Im Jahr 1945 wurde die Strombrücke durch einen Luftangriff zerstört. Da das Bauwerk die innerdeutsche Grenze querte, unterblieb in den folgenden Jahrzehnten ein Wiederaufbau. Zwischen den Jahren 1991 und 1992 wurde dann ein neuer Brückenzug an gleicher Stelle errichtet, der schließlich am 18. Dezember 1992 als erster Brückenneubau über die Elbe nach der Wiedervereinigung für den Verkehr freigegeben wurde. Die Brücke gilt seitdem als ein Symbol der Wiedervereinigung.

## Brücke 1936 bis 1945
Da zwischen Hamburg und Wittenberge keine feste Straßenverbindung über die Elbe existierte, wurde 1934 beschlossen, für den Fernverkehr zwischen dem Ostseeraum und Hannover eine Elbquerung bei Dömitz zu errichten. Der stählerne Brückenzug hatte eine Gesamtlänge von 960 m. Er bestand aus der Strombrücke, einer 156 m weit spannenden Stabbogenbrücke mit in Richtung Norden anschließender zweifeldriger Vorlandbrücke. Die südliche Vorlandbrücke, eine vierstegige Vollwandträgerkonstruktion, hatte 16 Felder und war durch Gelenke in vier Abschnitte unterteilt. Die Hauptträger waren in einem Brückenabschnitt (erstmals in Deutschland) eine Schweißkonstruktion. Die Fahrbahn wurde mit aufgelegten Betonplatten ausgeführt und war für zwei Fahrstreifen mit insgesamt 6,5 m Breite sowie zwei Fußwege mit je 1,25 m Breite ausgelegt. Die Baukosten betrugen 3,3 Millionen Reichsmark, 3400 t Baustahl wurden verbaut.
Bei einem US-amerikanischen Luftangriff am 20. April 1945 (kurz vor Kriegsende) 
wurden die Strombrücke und die benachbarten Felder, die über einen gemeinsamen Versteifungsträger miteinander verbunden waren, zerstört. Die folgenden Brückenabschnitte, durch ein Gelenk von dem eingestürzten Brückenteil getrennt, blieben unversehrt.
Während der deutschen Teilung war der Verlauf der innerdeutschen Grenze entlang der Elbe zwischen Lauenburg und Schnackenburg strittig. Die Bundesrepublik Deutschland sah entsprechend dem sogenannten 1. Zonenprotokoll der EAC vom 12. September 1944 die Buhnenköpfe auf der östlichen Seite der Elbe als Grenzpunkte festgelegt, für die DDR war, wie international üblich, die Strommitte die Trennungslinie.
Die südliche Vorlandbrücke auf westdeutscher Seite wurde soweit wiederhergestellt, dass Fußgänger sie als Aussichtspunkt nutzen konnten. Am Ende über dem Strompfeiler waren eine Schautafel und ein Fernrohr mit Blick auf die DDR-Seite angebracht. Der Brückenrest auf der gegenüberliegenden Seite war ein Wachposten von Grenztruppen der DDR.
An der Kreuzung der B 191 mit der B 195, ungefähr einen Kilometer hinter dem östlichen Widerlager, wurde im Rahmen des Brückenneubaus ein Baudenkmal erstellt, das aus einem umgesetzten Pfeiler und einigen Metern Überbau der ersten Vorlandbrückenkonstruktion besteht.

## Brücke ab 1991
Nach der Wiedervereinigung ergab eine Untersuchung der noch vorhandenen Brückenüberbauten sowie der Pfeiler, dass eine Instandsetzung wirtschaftlich nicht sinnvoll war. Daher wurden diese Bauteile abgerissen und durch einen Neubau in gleicher Straßenachse ersetzt. Die neuen Pfeiler wurden allerdings in Brückenlängsrichtung von den alten Pfeilern abgerückt.
Mit Hilfe von Spundwandkästen erfolgte die Herstellung der Flachgründung der Pfeilerscheiben, die bei einem Anzug von 20:1 eine Kopfbreite von 1,5 bis 2,0 m haben. Die beiden Trennpfeiler zwischen der Strombrücke und den Vorlandbrücken sind 2,5 m breit.
Die Anzahl der Felder der neuen Brücke entspricht mit 19 Stück der Vorgängerbrücke. Die Vorlandbrücken sind jetzt Spannbetonkonstruktionen mit einem Überbau, der in Längsrichtung den Durchlaufträger als Bauwerkssystem hat. In Querrichtung besitzt der Überbau einen einzelligen Hohlkastenquerschnitt mit einer 15,85 m breiten Fahrbahnplatte und schrägen Stegen. Die Konstruktionshöhe beträgt 2,05 m in den ersten elf Feldern der südlichen Vorlandbrücke, wächst in den drei folgenden Feldern auf 3,05 m und ist in den restlichen Feldern konstant. Die Vorspannung besteht in Längs- und Querrichtung aus internen Spanngliedern. Die Stützweiten betragen bei der Vorlandbrücke-Süd 33,0 m + 11 × 40,5 m + 52,3 m + 55,0 m + 58,4 m + 0,6 m und bei der Vorlandbrücke-Nord 0,6 m + 49,4 m + 38,8 m.
Über dem Elbestrom ist eine stählerne Stabbogenbrücke mit einer Stützweite von 178 m vorhanden. Die parabelförmigen Bögen sind in ihrer Ebene 11° gegen die Vertikale geneigt und haben eine Scheitelhöhe von 27 m. Über diese werden die beiden 3,41 m hohen Versteifungsträger mit Hängern, die aus Rundstahlprofilen mit maximal 130 mm Durchmesser bestehen, im Abstand von 11,28 m abgetragen. Die fugenlose Stahlbetonfahrbahnplatte ist 180 m lang und 32 cm dick. Sie steht im Verbund mit den Querträgern und wurde erstmals in Deutschland bei einer Stabbogenbrücke nicht vorgespannt.
Am 3. Oktober 2010 wurde an der Brücke eine Gedenktafel enthüllt, die an die Opfer des Bombenangriffs auf die Brücke im Jahr 1945 erinnern soll.

### Bauausführung
Die ersten Felder der Spannbetonbrücke mit konstanter Bauhöhe wurden mit einer Vorschubrüstung hergestellt, die anderem auf einem Lehrgerüst. Die Stabbogenbrücke wurde in Teilen mit einem Gewicht von maximal 65 t angeliefert und auf der Trasse hinter dem östlichen Widerlager montiert. Mit Hilfe von vier Verschiebschlitten und vier Pontons erfolgte der Einschub der 2100 t schweren Konstruktion.

### Baustoffverbrauch
Für die Brücke wurden 1.831 t Baustahl, 24.300 m³ Beton sowie 1.756 t Betonstahl und 480 t Spannstahl verbaut. Die Baukosten betrugen 52,4 Millionen DM.

## Besonderheit
Eine messtechnische Überwachung zeigte an den leicht geneigten Rundstahlhängern außerordentlich starke Schwingungen als singuläre Ereignisse, die innerhalb eines Jahres zu Ermüdungsanrissen an den Hängeranschlüssen führten. Die Schwingungen traten bei gleichzeitigem Einwirken von Regen und Wind auf. Es lagen sogenannte Regen-Wind-induzierte Schwingungen vor, ein bei fast vertikalen Hängern bisher nicht beobachtetes Phänomen. Deshalb wurden an den Hängern nachträglich dynamische Schwingungsdämpfer installiert und die Hängeranschlusspunkte verstärkt.